# John Doe (denunciante do Panama Papers)
Na denúncia do Panama Papers, John Doe (nome equivalente a "fulano") é um pseudônimo usado pelo denunciante.

## Contato inicial com Süddeutsche Zeitung
Em 2014, um homem fez contato em um canal encriptado com Bastian Obermayer, um repórter trabalhando para o jornal alemão Süddeutsche Zeitung com a mensagem "Olá. Meu nome é John Doe. Interessado em dados?" Quando Obermayer respondeu afirmativamente, Doe continuou, dizendo, "Minha vida está em perigo. Nenhum encontro, nunca. Eu quero denunciar todo o material e tornar estes crimes públicos." Doe então começou a transferência de cerca de 11.5 milhões de documentos dos registros da firma de advocavia panamenha Mossack Fonseca.